# Piròmac el Jove
Piròmac (en llatí Pyromachus en grec antic Πυρόμαχος) fou un escultor grec que menciona Plini el Vell i situa el seu floriment a l'Olimpíada 121, el 295 aC.
Plini diu que va representar les batalles d'Èumenes I de Pèrgam i el seu cosí Àtal I de Pèrgam contra els gàlates. precisament una d'aquestes batalles va donar a Àtal el títol de rei de Pèrgam el 241 aC. L'artista encara treballava l'any 240 aC.
Plini esmenta dues estàtues més: un Esculapi a Pèrgam (però anomena a l'artista Phylomachus i segurament seria obra de Firòmac), i un Príap agenollat, que podria ser tant obra de Firòmac (anomenat també Piròmac el Vell) com de d'aquest Piròmac (el Jove). El Príap és mencionat en un epigrama de l'Antologia grega, i per la descripció que en fa de l'estàtua podria pertànyer a un període tardà, i seria més probable l'autoria de Piròmac el Jove.